# سيلكي تيمبل

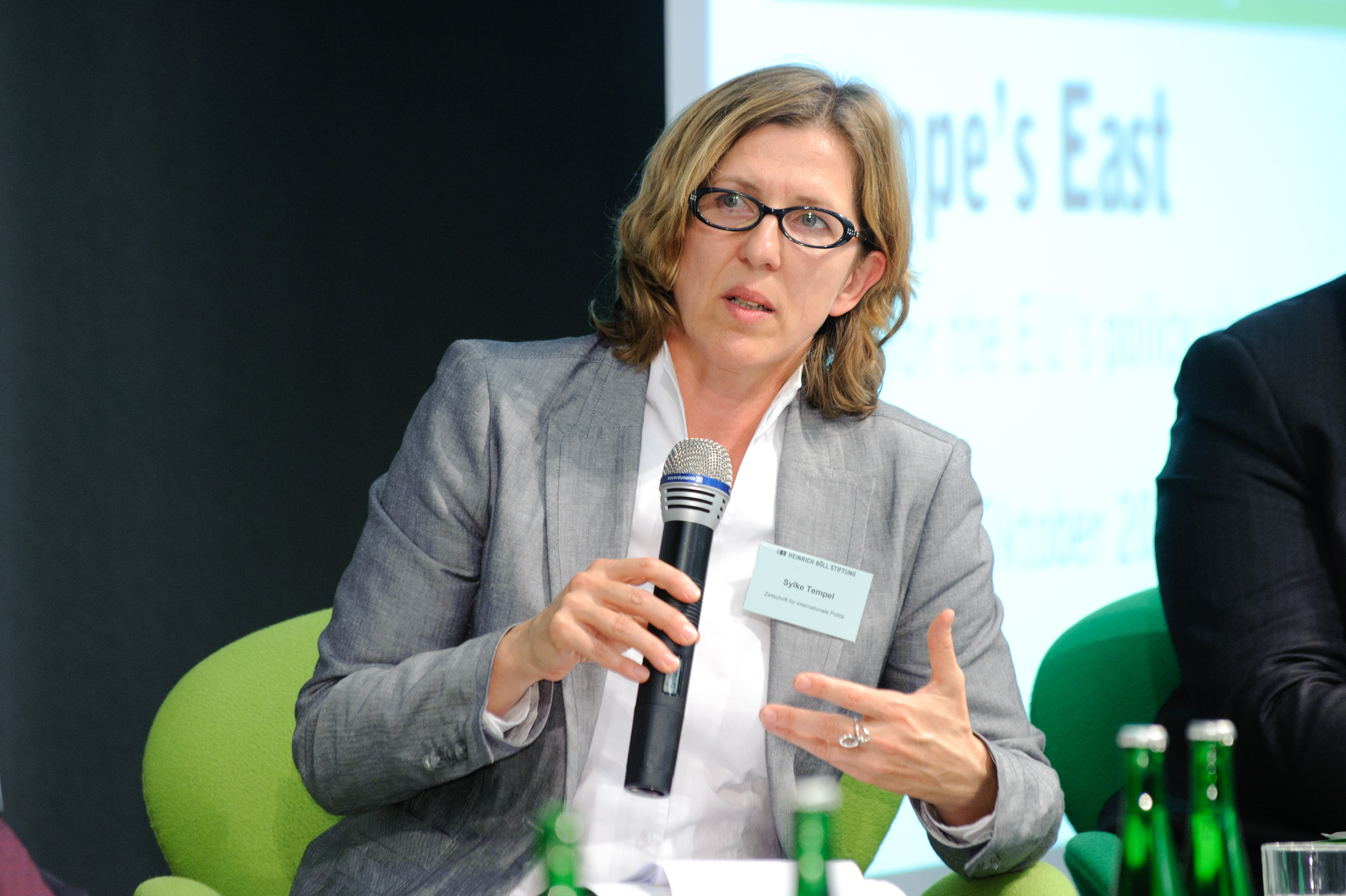
تمبل في أكتوبر 2010

سيلكي تيمبل (بالإنجليزية: Sylke Tempel) (من مواليد 30 أيار / مايو 1963 - تُوفيت في 5 تشرين الأول / أكتوبر 2017) وهي مؤلفة وصحفية ألمانية. كانت قبل وفاتها رئيسة تحرير مجلة «السياسة الدولية» منذ عام 2008.

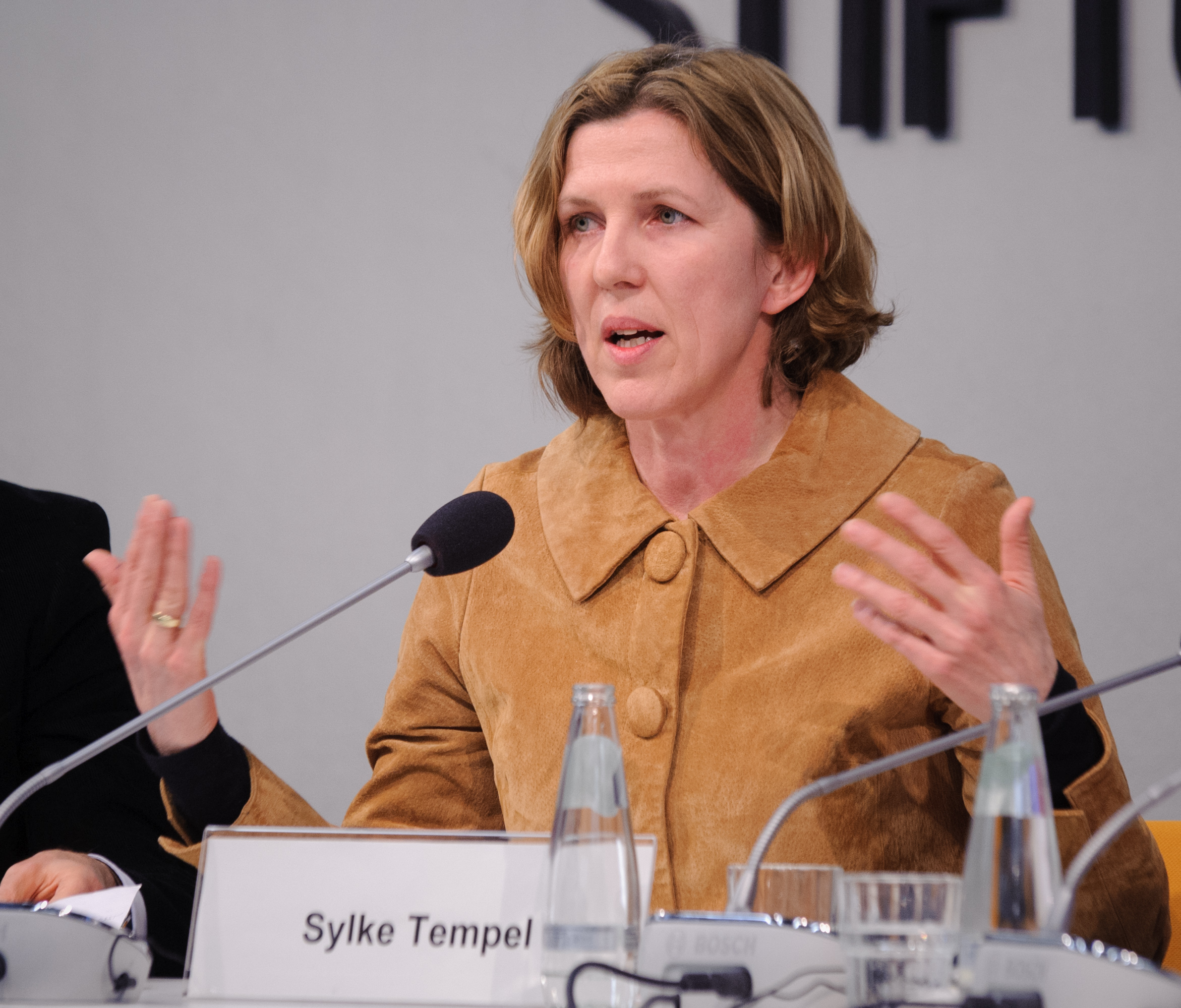
تيمبل في فبراير 2012

## حياتها
ولدت تيمبل في بايرويت، وهي بلدة في ولاية بافاريا الألمانية الحرة. درست التاريخ والعلوم السياسية والدراسات اليهودية في جامعة لودفيغ ماكسيميليان في ميونخ، وذلك قبل تلقيها المنحة الدراسية في نيويورك بين عامي 1989 و 1991. حصلت على درجة الدكتوراه من الجامعة الألمانية بميونيوخ حيث عملت كمساعدة لمايكل. بدأت حياتها المهنية في الصحافة عام 1993، عملت في إسرائيل كمراسلة في الشرق الأوسط. وبينما كانت هناك، غطت مجموعة من الأحداث مثل اتفاقية أوسلو والانتفاضة واغتيال رئيس الوزراء الإسرائيلي إسحاق رابين في عام 1995. في عام 2003، حصلت على جائزة Quadriga.
كانت تيمبل مراسلة لبروفيل، كما كتبت عددًا من الروايات الشبابية للبالغين، التي نشرتها «روفلت بريلن»، وهي جزء من شركة روفلت. منذ عام 2008، كانت رئيسة تحرير مجلة «السياسة الدولية» وهي مجلة المجلس الألماني للعلاقات الخارجية.
عاشت تيمبل في برلين مع شريكها. في عام 2017، توفيت في تيجيل خلال عاصفة كزافييه عندما ضربتها شجرة عن عمر يناهز 54 عاماً.

## وصلات خارجية
- سيلكي تيمبل على موقع IMDb (الإنجليزية)

- Sylke Tempel نسخة محفوظة 9 أكتوبر 2017 على موقع واي باك مشين. at Globsec